# 佐倉市立下志津小学校
佐倉市立下志津小学校（さくらしりつ しもしづしょうがっこう）は、千葉県佐倉市中志津にある公立小学校。

## 沿革
- 1967年 - 佐倉市立上志津小学校より分離して開校。
- 1970年 - 特殊学級（知的障害）開設。
- 1972年 - 第二校舎竣工。
- 1974年 - 佐倉市立南志津小学校が分離して開校。
- 2005年 - 特殊学級（情緒障害）開設。

## 交通
- 京成志津駅、ユーカリが丘駅から徒歩25分
- 京成バス千葉イースト下志津小学校停留所から徒歩1分

## その他
- 第一校舎の設計は、梅田スカイビル、京都駅ビル、札幌ドームなどを手がけた原広司によるもの。
- 校歌の作詞は芥川賞作家柴田翔、作曲はその妻三宅榛名によるもの。